# Denver, Iowa
Denver är en ort i Bremer County i Iowa. Vid 2020 års folkräkning hade Denver 1 919 invånare.